# Gau de Hannover del Sud-Brunsvic
El Gau de Hannover del Sud-Brunsvic (Gau Südhannover-Braunschweig) va ser una divisió administrativa de l'Alemanya nazi de 1933 a 1945 a l'estat alemany d'Brunsvic i la província prussiana de Hannover. Abans d'això, de 1928 a 1933, va ser la subdivisió regional del partit nazi en aquesta zona.
El sistema nazi de Gau (en plural Gaue) va ser establert originalment en una conferència del partit, el 22 de maig de 1926, per tal de millorar l'administració de l'estructura del partit. A partir de 1933, després de la presa de poder nazi, els Gaue va reemplaçar cada vegada més als estats alemanys com a subdivisions administratives a Alemanya.
Al capdavant de cada Gau es va situar un Gauleiter, una posició cada vegada més poderosa, especialment després de l'esclat de la Segona Guerra Mundial, amb poca interferència des de dalt. El Gauleiter local freqüentment ocupava càrrecs governamentals i de partit, i s'encarregava, entre altres coses, de la propaganda i la vigilància i, a partir de setembre de 1944, el Volkssturm i la defensa de la Gau.
El Gau de Hannover del Sud-Brunsvic es va crear amb la unió dels antics Gau de Hannover del Sud i de Brunsvic.
La posició de Gauleiter a Hannover del Sud-Brunsvic va ser inicialment ocupada per Bernhard Rust fins al 1940 i després per Hartmann Lauterbacher fins al final de la guerra.

## Gauleiters

### Gau de Hannover del Sud
- 1927-1928: Ludolf Haase

### Gau de Hannover del Sud-Brunsvic
- 1928-1940: Bernhard Rust
- 1940-1945: Hartmann Lauterbacher